# Karolinenkirche (Großkarolinenfeld)

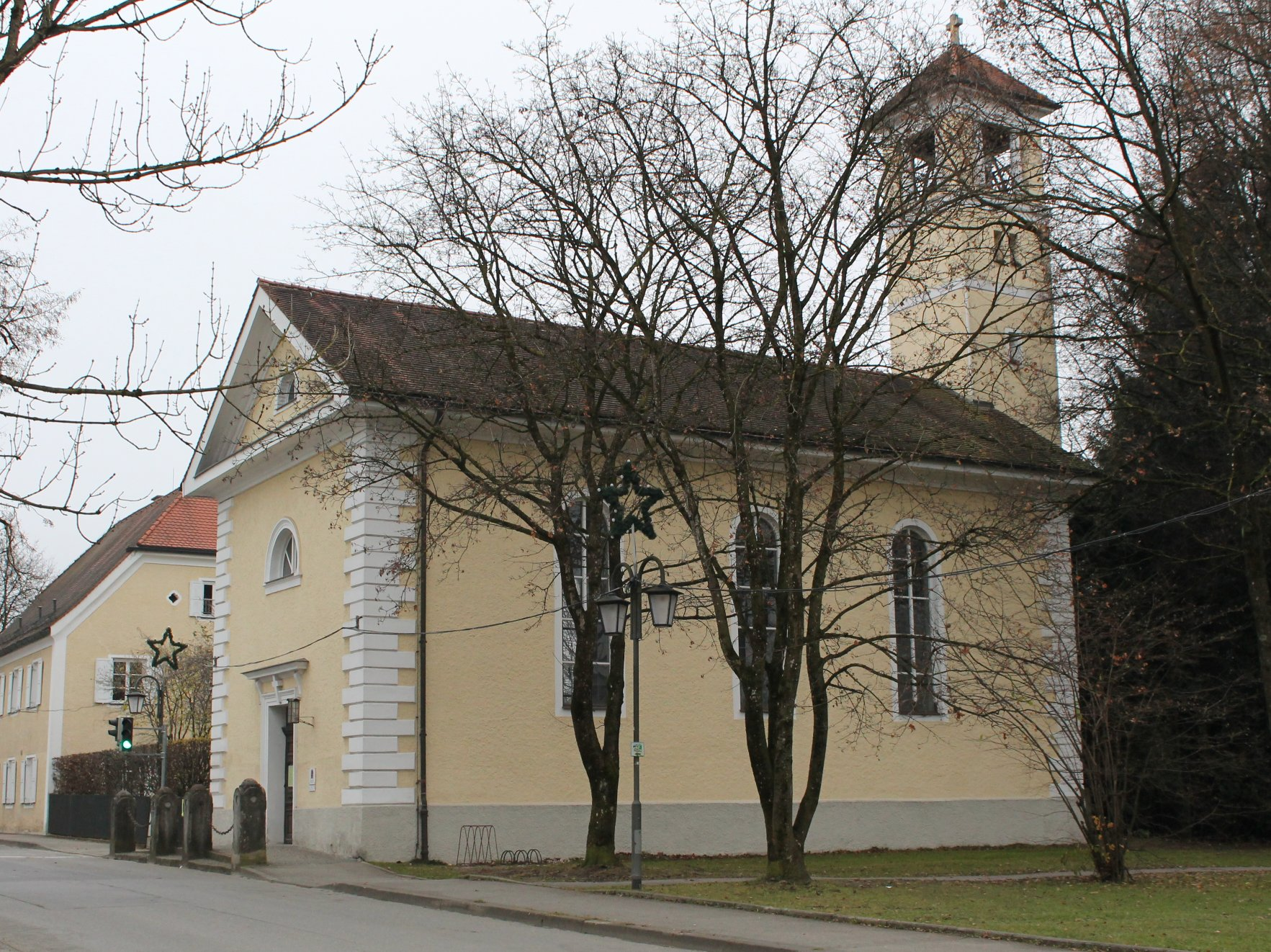
Karolinenkirche Großkarolinenfeld

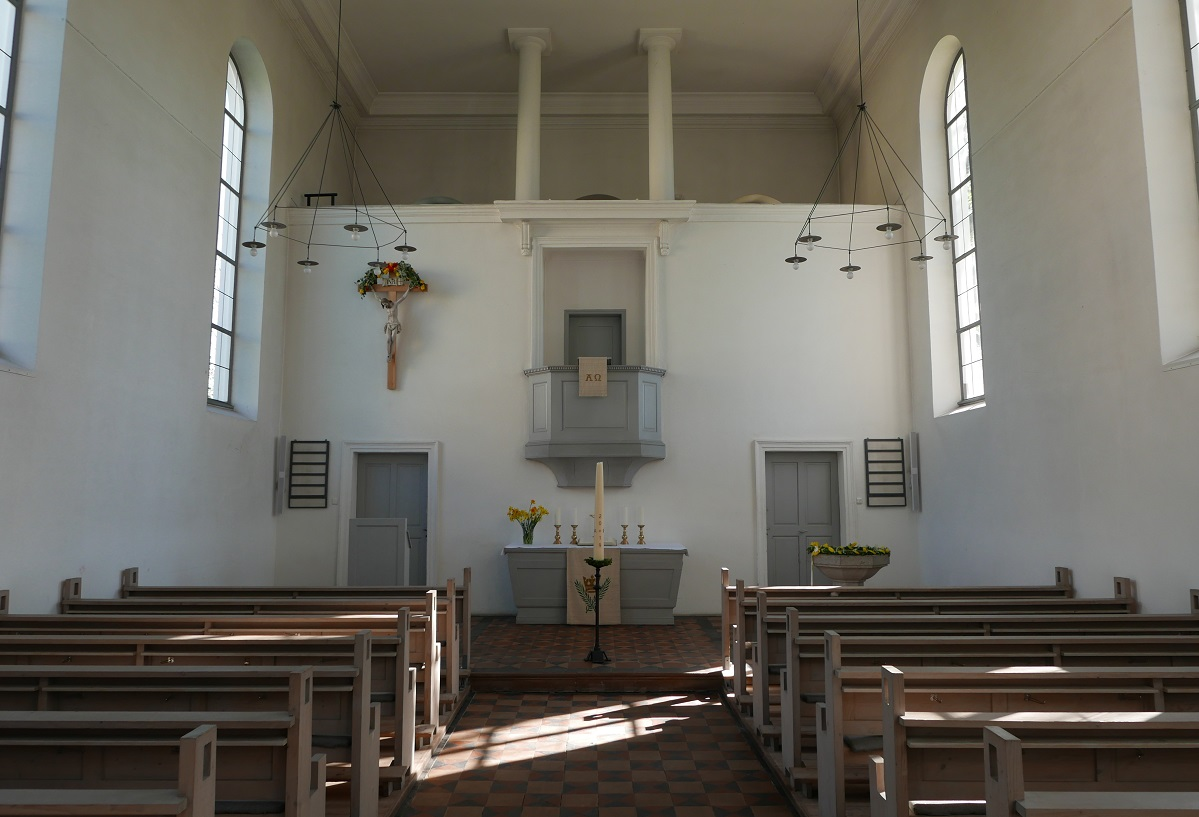
Innenraum der Karolinenkirche

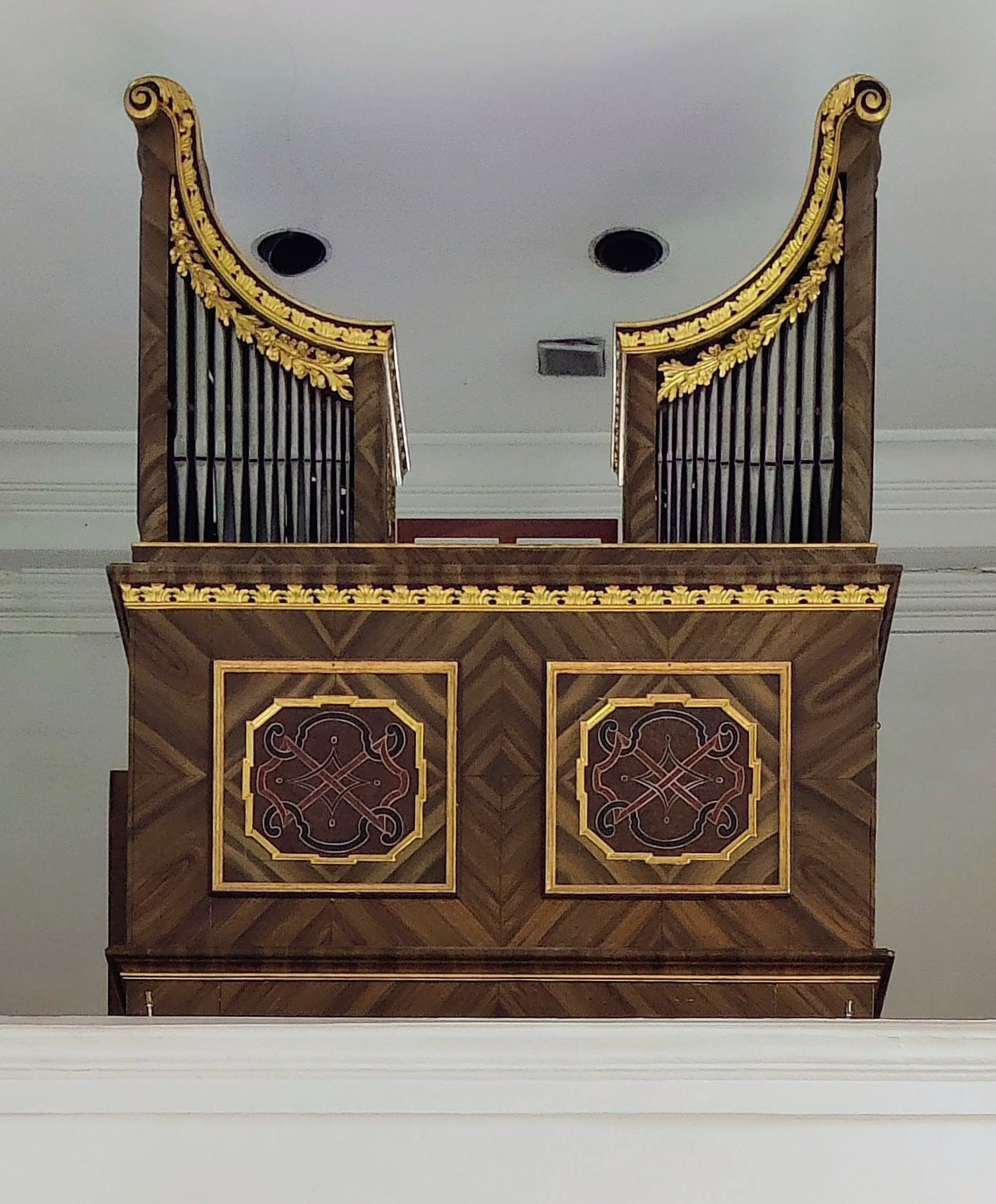
Orgel

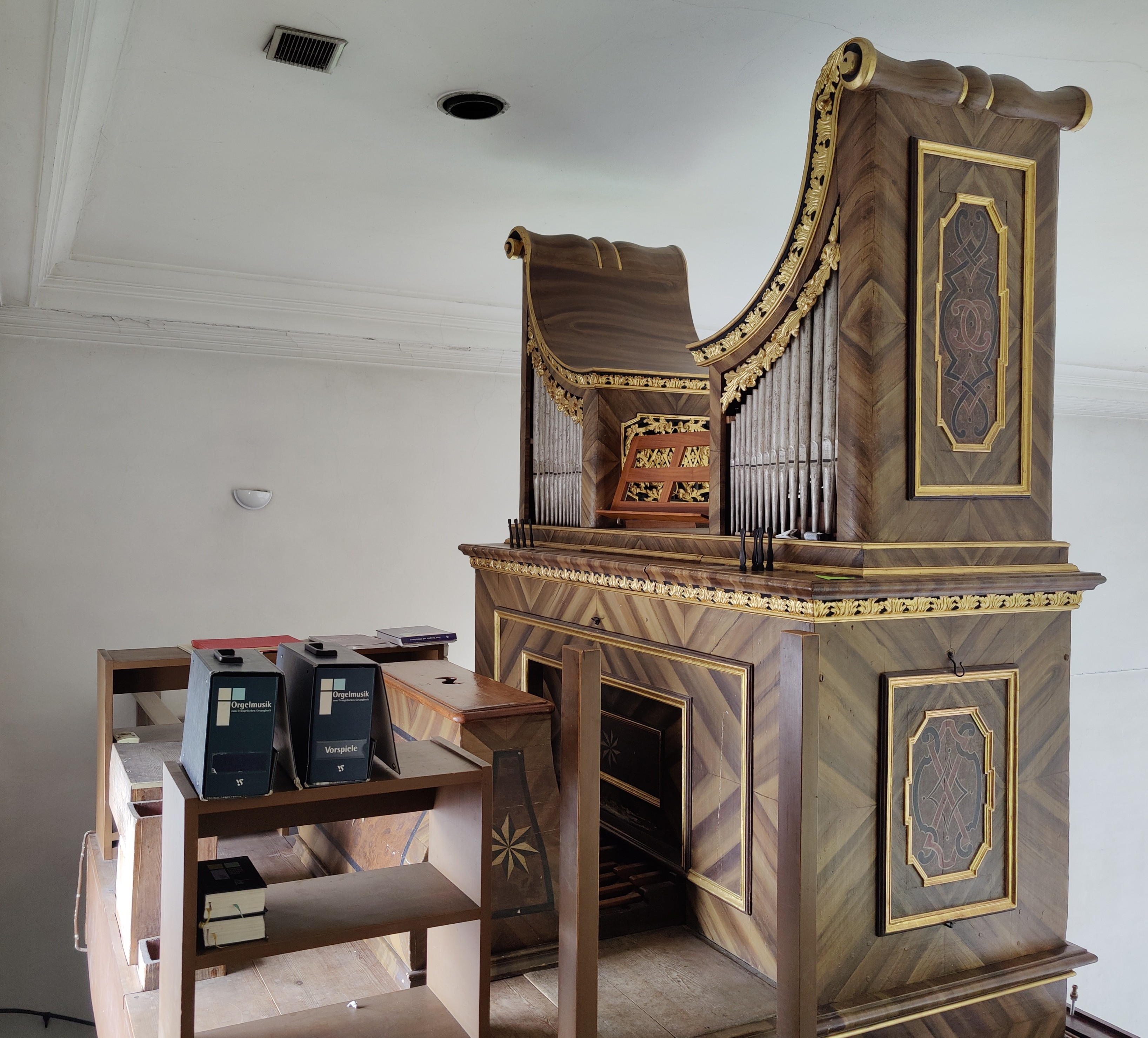
Emporenansicht

Die Karolinenkirche ist eine evangelisch-lutherische Kirche in Großkarolinenfeld. Es ist die erste evangelische Kirche, die in Oberbayern erbaut wurde.

## Geschichte
Nach der Besiedlung Großkarolinenfelds durch Pfälzer Einwanderer fanden die ersten Gottesdienst im benachbarten Pfarr- und Schulhaus statt, dass ebenfalls nach Plänen Gustavs Vorherrs bereits 1805 fertiggestellt wurde. Eine ursprünglich angedachte Simultankirche für Katholiken, Lutheraner und Reformierte kam nicht zur Ausführung. Stattdessen wurde die Kirche nach Plänen des Rosenheimer Bauwerkmeisters Johann Karmann und Korrekturen des Münchner Bauraths Gustav Vorherr im klassizistischen Stil errichtet. Die Einweihung erfolgte 1822. Sie trägt den Namen der evangelischen Königin Caroline, der zweiten Gemahlin von König Max I. Joseph.
Der Außenbau blieb bis 1839 unverputzt und auch der die Kirche prägende dreifarbige Fliesenboden wurde erst 1889 verlegt. 1852 wurden die ursprünglich halbkreisförmigen Obergadenfenster verlängert, die der Kirche ihre heutige, lichtdurchflutete Erscheinung geben. 1908 wurde an der Südseite ein Turm angefügt, der die Stilmerkmale der Kirche aufnimmt. Der heutige Taufstein stammt aus dem Jahr 1950. Gestühl und Leuchter wurden im Zusammenhang mit der 150-Jahr-Feier 1972 angeschafft. 2018 kam das Sakrale Gerät, von Juliane Schölß gestaltet, hinzu. 2024/2025 erfolgt eine umfassende Außen- und Innensanierung.

## Orgel
Die Orgel wurde 1738 von Quirin Weber als Chororgel für die Klosterkirche Tegernsee gebaut. Sie hatte acht Register auf einem Manual und Pedal. Im Jahr 1824 schenkte Königin Caroline sie der Gemeinde in Großkarolinenfeld. Mit Ausnahme der Manualklaviatur, des Registers Mixtur und der Balganlage ist das Instrument noch original erhalten. Eine Restaurierung erfolgte 2000 durch Orgelbau Linder. Die Disposition lautet:
| Manual CDEFGA–c3 |       |
| Prinzipal        | 8′    |
| Copel            | 8′    |
| Fleten           | 4′    |
| Quint            | 3′    |
| Superoctav       | 2′    |
| Mixtur III       | 1 ⁄2′ |
| Cimpel II        | 1′    |

| Pedal CDEFGA–a0 |     |
| Sub Baß         | 16′ |
| Octav Baß       | 8′  |

- Bemerkungen: Schleiflade, mechanische Spiel- und Registertraktur